# Ваді-Натрун

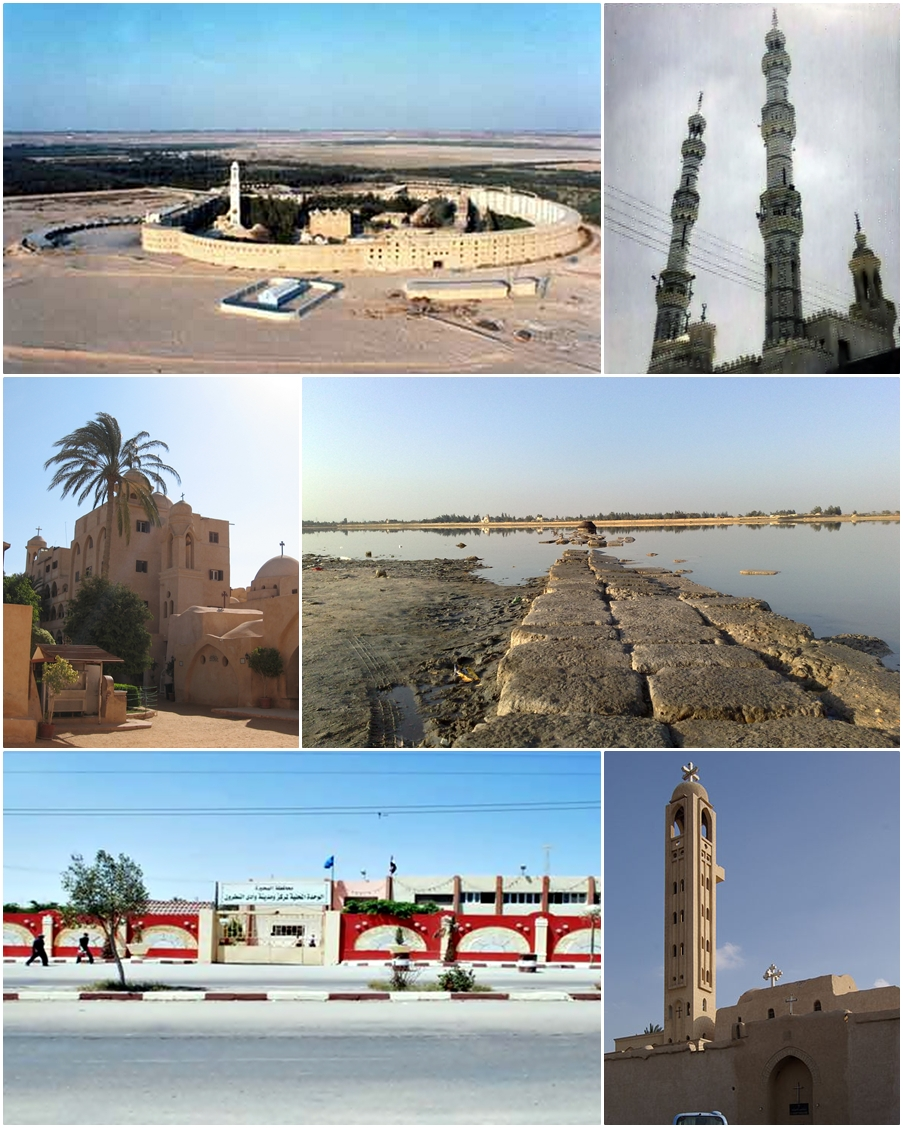
Колаж фотографій з Ваді-Натрун

30°25′00″ пн. ш. 30°20′00″ сх. д. / 30.416666666667° пн. ш. 30.333333333333° сх. д.
Ваді-Натрун (араб. وادي النطرون وادي ‎) — западина на північному сході Лівійської пустелі в єгипетському губернаторстві Бухейра, розташована на захід від дельти Нілу. Назва долини пов'язано з наявністю в ній більше десяти невеликих багатих содою озер (натрун з грецької мови означає їдкий натрій).

## Характеристика
Западина Ваді-Натрун завдовжки близько 40 км, завширшки 3-8 км. Висота над рівнем моря становить 24 м. Тектонічна тріщина, в якій розташована долина, поглиблена давньою річковою ерозією і дефляцією. Щороку впродовж декількох місяців лужні озера пересихають, і тоді на них можливий видобуток карбонату натрію.
Землі Ваді-Натрун зрошуються з криниць, і йде активний процес їх адаптації для сільського господарства.

## Історія
Першими використовувати озера долини Натрун для видобутку соди почали стародавні єгиптяни, які застосовували її для муміфікації..
Ваді-Натрун слугувала притулком єгипетським християнам ще з перших століть нашої ери. У період з IV по VII століття пустеля була популярним місцем у християнських пустельників. В ній було засновано кілька десятків монастирів. Першим з числа батьків-пустельників був Макарій Великий, на честь якого названий один з монастирів.
1847 року у розташованому в пустелі монастирі святої Марії Матері був знайдений Нітрійський кодекс, який містить текст Євангелія від Луки.

## Монастирі
Важливість регіону для християн зменшилася після арабського завоювання Єгипту у 641 році, в ході якого безліч монастирів були розграбовані і знищені. До нашого часу вціліли лише чотири монастиря, які датуються IV століттям і діють понині.
- Монастир Макарія Великого
- Монастир Барамус
- Монастир св. Бішон
- Монастир Дейр-Суріані